# Кирил Попов (буксир-тральщик, 1944—1945)
Буксир-тральщик «Кирил Попов» (болг. миночистачен кораб-влекач «Кирил Попов») — один из тральщиков военно-морского флота Болгарии во время второй мировой войны.

## История
Буксир был построен в 1920-е годы в городе Монфальконе (королевство Италия) и куплен для Болгарского речного пароходства. В 1942 году был мобилизован в состав болгарского военно-морского флота.
После присоединения Болгарии к Антигитлеровской коалиции в сентябре 1944 года, буксир был переоборудован в катер-тральщик и зачислен в состав советской Дунайской флотилии под обозначением ЭМТЩ-659, затем возвращён Болгарии.
«Кирил Попов» со смешанным болгаро-советским экипажем принимал активное участие в разминировании русла реки Дунай, он действовал в составе болгарского минно-трального полудивизиона при минно-тральной бригаде советской Дунайской военной флотилии, в который вместе с ним также входили три других болгарских судна (буксир-тральщик «Искър», буксир-тральщик «Христо Ботев» и моторный катер «моторен катер № 2»).
В августе 1945 года он был демобилизован, передан в состав Болгарского речного пароходства, а в дальнейшем — передан сахарному заводу в городе Русе.

## Описание
Корабль представлял собой 177-тонный паровой однотрубный буксир с металлическим корпусом, оснащённый электромагнитным и акустическим тралом.